# 格京根
格京根是德国巴登-符腾堡州的一个市镇。总面积11.38平方公里，总人口2468人，其中男性1211人，女性1257人（2011年12月31日），人口密度217人/平方公里。